# Poslingford
Poslingford is een civil parish in het Engelse graafschap Suffolk.